# Pécsi Szabadtéri Játékok
A Pécsi Szabadtéri Játékok egy kulturális rendezvénysorozat Pécsen 2003 óta, mely minden évben nyáron kerül megrendezésre mintegy egy hónapon keresztül. Az összművészeti fesztivál állandó programjai között találunk táncos, zenés és sportrendezvényeket, mint például a Nemzetközi Summertime Blues & Jazz Fesztivált, melyet először 2006-ban élvezhetett a nagyközönség, valamint a pécsi Nemzetközi Néptáncfesztivált, a „Művészetek találkozása” és a „Tettyei kavalkád” elnevezésű rendszeres eseményeket. A játékoknak állandó rendszeres visszatérői a budapesti Fáklya Horvát Művészegyüttes és Tám László, aki audiovizuális diaporáma-estjeivel szórakoztatta hallgatóit. A jövőben Pécs városa szorosabban kívánja a játékokat a Pécs 2010 programhoz illeszteni.
A pécsi Szabadtéri Játékok helyszínei: a Káptalan Utcai Szabadtéri Színpad, a Tettyei Romok és az Anna Udvar.

## A 2007-es Szabadtéri Játékok eseményei
- A Karthago együttes koncertje
- A KFT együttes 'Nem csupa angyal' – lemezbemutató koncertje
- A korába helyezett Don Quijote de la Mancha – musical
- A megértés alakzatai – Folklór és korszerűség táncszínházi bemutató, (Fáklya Horvát Művészegyüttes)
- A Város mindörökre – A Jelenkor folyóirat estje
- Aldo Nikolaz: Amerika, Amerika – monodráma
- Diákszínházi Napok – Pécsi diákszínházak bemutató sorozata
- Ephraim Kishon: A házasságlevél – vígjáték
- Európai Táncgaléria – balett
- Határtalanul – fény- és árnyjáték 16 éven felülieknek
- Homonyik Sándor, Varga Miklós és Vikidál Gyula koncertje
- II. Nemzetközi Summertime Blues & Jazz Fesztivál
- Ion Luca Caragiale: Az elveszett levél – vígjáték
- Kottafejek és haranglábak – Kórus- és táncművészeti produkció Kodály Zoltán emlékére
- Művészetek találkozása – festmény, szobor és zene
- Nemzetközi Néptáncfesztivál
- Richard Alfieri: Hat hét, hat tánc – színmű
- Tám László nemzetközi audiovizuális diaporáma estje
- Tettyei kavalkád gyerkőcöknek – bábelőadások, gyermekvurstli, célbadobás, zsákbamacska stb.
- Zágon István – Nóti Károly – Eisemann Mihály: Hyppolit, a lakáj – vígjáték

## A 2006-os Szabadtéri Játékok eseményei
- A halász meg a lelke – mesedráma
- Bonnie és Clyde – tánc thriller
- Csokonai Vitéz Mihály: Karnyóné – színmű
- Fénnyel írt képsorok – Tám László audiovizuális diaporáma-estje
- Friedrich Dürrenmatt: A nagy Romulus – kokmédia
- I. Nemzetközi Summertime Blues & Jazz Fesztivál
- Lehár Ferenc: Luxemburg grófja – operett
- Mese a musicalről – koncertjáték
- Molière: TARTUFFE – A Janus Egyetemi Színház (JESZ) előadása
- Művészetek találkozása – szobrok és festmények
- Nemzetközi Néptáncfesztivál
- Női és férfi hangok – A Jelenkor Folyóirat estje
- Petőfi Sándor: A helység kalapácsa
- Rítusok varázsa – Hódolat Bartók Bélának – Folklór és korszerűség táncszínházi bemutató, (Fáklya Horvát Művészegyüttes)
- Ron Aldridge: Csak kétszer vagy fiatal – vígjáték
- Táncörökségünk Bartók nyomában – táncest
- Tettyei kavalkád – kicsiknek, nagyoknak – bábelőadások, gyermekvurstli, célbadobás, zsákbamacska stb.

## A 2005-ös Szabadtéri Játékok eseményei
- Balettest a 75 éve született Eck Imre tiszteletére, aki 45 éve alapította meg a Pécsi Balettet
- Barangolásaim a nagyvilágban – Tám László audiovizuális diaporáma-estje
- Bertók László: Valahol valami – Lázár Balázs színművész önálló estje
- Dundo Maroje – vígjáték
- Esterházy, Parti Nagy, Dés – A Jelenkor Folyóirat estje
- Flamenco est – Lippai Andrea EuroPas-díjas tancművész flamenco-estje
- Godspell, avagy isteni játék – musical
- Hajmeresztő – bűnügyi társasjáték – táncjáték
- Kovács Márton – Gálber Attila: A makrancos Kata
- Lucidum intervallum – Folklór és korszerűség táncszínházi bemutató, (Fáklya Horvát Művészegyüttes)
- Molière: Tartuffe – A Janus Egyetemi Színház (JESZ) előadása
- Művészetek találkozása – szobrok és festmények
- Nemzetközi Néptáncfesztivál
- Vibrations – Az Xeastdance táncegyüttes estje (kortárs tánc)

## A 2004-es Szabadtéri Játékok eseményei
- A burkolókövek titkai – A Battery Dance Company (New York) vendégjátéka
- A Szentek kútja – A helység kalapácsa
- Anconai szerelmesek – zenés komédia
- Arra alá Baranyába megyek én… – Tám László audiovizuális diaporáma-estje
- Don Quijote mezitláb – Bognár József táncszínházi groteszkjei
- Dundo Maroje – vígjáték
- Egymásra hangolva – A Pannon Filharmonikusok–Pécs XIV. Zenei Fesztiválja
- Kárpáti Péter: Miaszerelem? – népi humor
- Lucidum intervallum – Folklór és korszerűség táncszínházi bemutató, (Fáklya Horvát Művészegyüttes)
- Művészetek találkozása – Kapcsolat … Fában, fémben, kőben – a szépség
- Rómeó és Júlia – Is-mer-M (A Pécsi Balett estje)

## A 2003-as Szabadtéri Játékok eseményei
- Balettest Eck Imre emlékére
- Érzelmek áramlása
- Fémszobrok
- Hangmontázsok, képmontázsok
- Kolosi csoda
- Robbanás előtt (Tick, tick…boom)
- Romeo és Júlia
- Sátánfajzat – Helyey László zenés estje
- Szobrok, festmények
- Utolsó két munkám
- XIII. Nemzetközi Zenei Fesztivál
- Zenélő szobrok

## Lásd még
- Pécsi Országos Színházi Találkozó
- Pécs kulturális élete

## Külső hivatkozások
- A játékok hivatalos oldala.